# Zdenko Križić

Wappen von Zdenko Križić als Erzbischof von Split-Makarska

Wappen von Zdenko Križić als Bischof von Gospić-Senj

Zdenko Križić OCD (* 2. Februar 1953 in Johovac, SR Bosnien-Herzegowina, Jugoslawien) ist ein kroatisch-bosnischer Ordensgeistlicher und römisch-katholischer Erzbischof von Split-Makarska.

## Leben
Zdenko Križić trat der Ordensgemeinschaft der Unbeschuhten Karmeliten bei und legte am 27. Juli 1970 die zeitliche Profess ab. Am 16. Juli 1976 legte er die ewige Profess ab. Križić empfing am 26. Juni 1977 das Sakrament der Priesterweihe.
Am 4. April 2016 ernannte ihn Papst Franziskus zum Bischof von Gospić-Senj. Der Erzbischof von Zagreb, Josip Kardinal Bozanić, spendete ihm am 25. Mai desselben Jahres die Bischofsweihe; Mitkonsekratoren waren der Erzbischof von Rijeka, Ivan Devčić, und der emeritierte Bischof von Gospić-Senj, Mile Bogović.
Papst Franziskus bestellte ihn am 8. September 2023 zum Erzbischof von Split-Makarska. Die Amtseinführung erfolgte am 28. Oktober desselben Jahres.